# Battaglia di Grand Port
La battaglia di Grand Port (nota  anche come combattimento del Porto Imperiale nelle fonti di lingua italiana in quanto nome coevo della località fatta in precedenza cambiare da Napoleone) fu uno scontro navale che si svolse il 20 e il 27 agosto 1810 innanzi all'Isola di Francia, nome precedente alla dominazione britannica dell'attuale Mauritius.
Unica grande vittoria navale napoleonica contro gli inglesi, è commemorata sull'Arco di Trionfo, a Parigi.